# Ikaria
Ikaria (Grieks: Ικαρία), plaatselijk Nikaria of Nicaria (Νικαριά), vroeger Doliche (Δολίχη), is een Grieks eiland ongeveer 19 km ten zuidwesten van Samos. Bestuurlijk hoort het eiland tot de periferie Noord-Egeïsche Eilanden. Tot 2011 maakte het deel uit van het departement (nomos) Samos.

## Etymologie
De naam zou afkomstig zijn van Icarus, de zoon van Daedalus in de Griekse mythologie, die bij zijn poging om al vliegend Kreta te ontvluchten in de buurt van het eilandje in zee viel en verdronk.

## Bevolking
Er wonen in 2011 circa 9.860 mensen op het eiland, hoewel dit aantal sterk varieert naargelang het seizoen. Veel oudere mensen trekken tijdens de winter naar Athene voor het minder vochtige klimaat.

### Eiland van het lang leven
In Ikaria woont een uitzonderlijk aantal honderdjarigen. Eén inwoner op drie haalt de 90. Dit fenomeen heeft de aandacht getrokken van de wetenschap. Naar voren geschoven verklaringen zijn het voedingspatroon (groenten, peulvruchten, rode wijn), fysieke beweging, middagdutjes en zelfs het radioactieve water.

## Geografie

Qua topografie zijn er veel contrasten. Het eiland is op sommige plekken erg groen en vruchtbaar, zoals in het westen en centrum, waar het prehistorische Randibos (Δάσος Ράντη) zich uitstrekt. Grote gebieden zijn beschermd en behoren tot het Natura 2000 netwerk. Elders is het bijzonder onherbergzaam. Ikaria was tot iets na 1900 een grote producent van houtskool. Veel gekapte bossen hebben zich door overbegrazing van geiten en schapen nooit kunnen herstellen.
Door het bergachtige karakter valt er op sommige plaatsen meer dan 1.200 millimeter neerslag per jaar, het merendeel daarvan in de periode tussen eind september en begin mei. Door de locatie van het eiland in de Egeïsche Zee is het - veelal in de winter - vatbaar voor stormen zowel uit het noorden als het zuiden, wat de bereikbaarheid bemoeilijkt.
Het eiland is van oudsher bekend om de warmwaterbronnen. Aan deze bronnen wordt een helende werking toegedicht. Negen ervan hebben een natuurlijke radioactiviteit door het hoge gehalte aan radium-226, radium-228 en radon-222. Ook in de zeeën rond het eiland zijn verhoogde concentraties aan te treffen.
| Maand                       | jan | feb | mrt | apr | mei | jun | jul | aug | sep | okt | nov | dec | Jaar  |
| --------------------------- | --- | --- | --- | --- | --- | --- | --- | --- | --- | --- | --- | --- | ----- |
| Gemiddelde temperatuur (°C) | 12  | 13  | 15  | 19  | 24  | 29  | 31  | 31  | 28  | 22  | 18  | 14  | 19,3  |
|                             |     |     |     |     |     |     |     |     |     |     |     |     |       |
| Neerslag (mm)               | 159 | 108 | 88  | 42  | 28  | 3   | 1   | 1   | 16  | 43  | 103 | 167 | 63,25 |
| Bron: Greek Island Ikaria   |     |     |     |     |     |     |     |     |     |     |     |     |       |

### Noodweer van 2010
Op 18 oktober 2010 registreerde het meetstation in de buurt van het stadje Christos Rachon meer dan 300 millimeter neerslag in 24 uur tijd. Deze enorme hoeveelheid water zorgde voor grote vernielingen op het bergachtige eiland. Bruggen werden weggespoeld en hoofdwegen zwaar beschadigd. Door overbegrazing had het water in de bergen vrij spel, waardoor rivieren veranderden in enorme bergstromen die alles op hun weg vernielden. Ook fauna en flora van het eiland werd grote schade toegebracht.

## Toerisme
Het internationaal toerisme op Ikaria staat in vergelijking met andere eilanden in de kinderschoenen. Dit is te wijten aan de beperkte infrastructuur en het gebrek aan vlotte verbindingen met de omliggende eilanden en Athene. In en rond Armenistís, Nas en Therma Ikarias is er sprake van enig georganiseerd toerisme. Buitenlandse toeristen logeren vooral in Armenistis. Tussen eind juli en eind augustus wordt het eiland overspoeld door Griekse vakantiegangers.

## Geschiedenis
Na de bloedige Griekse Burgeroorlog (1946-1949) gebruikte de regering het eiland om zo'n 13.000 communisten te interneren, waaronder Mikis Theodorakis. Als gevolg hiervan werd het een soort links bastion en ging men ernaar verwijzen als de "Rode Rots" (Grieks: Kokkinos Vrachos; Κόκκινος Βράχος).

## Politiek
Op 1 januari 2011 kwam er tijdelijk een einde aan een tijdperk. Het eiland werd vanaf die datum niet alleen één gemeente, het was ook niet meer in handen van de communistische partij. De gemeente Ikaria werd tot en met bestuurd door een kartel van PASOK, Nea Dimokratia, Synaspismos en onafhankelijken, met als burgemeester Christos Stavrinadis.
Op 17 juli 2012 vierde Ikaria de honderdste verjaardag van de revolutie tegen Turkije. Gelijktijdig verschenen in de Italiaanse en Oostenrijkse media broodjeaapverhalen waarin te lezen stond dat Ikaria onafhankelijk wilde worden van Griekenland.
De verkiezingen van 2014 draaiden opnieuw uit op een overwinning van de communistische partij (onder de naam Laiki Syspirosi). Burgemeester werd Stylianos Stamoulos.

## Plaatsen[6]
De bestuurlijke herindeling door het zogenaamde Kallikratisprogramma heeft de departementen afgeschaft met ingang van 2011. Ikaria, dat tot het departement Samos behoorde, werd voortaan een eigen regionale eenheid (perifereiaki enotita), bestaande uit de fusiegemeente Ikaria en de eilandengroep Fourni. Er werden eveneens gemeentelijke herindelingen doorgevoerd (zie tabel hieronder).
| Deelgemeente  | Griekse naam                   | Postcode | Opp. (km²) | Inwoners 2001 | Inwoners 2011 | Buurtschappen (Δημοτική/Τοπική Κοινότητα)                    |  |
| ------------- | ------------------------------ | -------- | ---------- | ------------- | ------------- | ------------------------------------------------------------ |  |
| Agios Kirykos | Δημοτική Ενότητα Αγίου Κηρύκου | 540101   | 074,745    | 03243         | 03511         | Agios Kirykos, Perdiki, Chrysostomos                         |  |
| Evdilos       | Δημοτική Ενότητα Ευδήλου       | 540102   | 078,790    | 02831         | 02749         | Evdilos, Arethousa, Dafni, Karavastamo, Manganitis, Frandato |  |
| Raches        | Δημοτική Ενότητα Ραχών         | 540103   | 101,768    | 02238         | 02163         | Raches, Agios Polykarpos, Karkinagri                         |  |
| Totaal        | Totaal                         | 5401     | 255,303    | 8312          | 8423          |                                                              |  |

Los van de bestuurlijke indeling zijn de belangrijke dorpskernen:
- Agios Polykarpos
- Amalou
- Avlaki
- Arethousa
- Armenistís
- Christos Rachon
- Chrysostomos
- Dafni
- Fitema
- Faros
- Frantato
- Kampos
- Karavostamo
- Karkinagri
- Kouniados
- Lapsachades
- Manganitis
- Nas
- Panagia
- Therma
- Nanouras

## Trivia
- De Beierse jezuïet Johannes Bisselius schreef een satirische novelle Icaria (1637), die zich enigszins verrassend afspeelt in de Opper-Palts.
- Ook de communistische utopie beschreven door Étienne Cabet in zijn Voyage en Icarie (1840) had niets te maken met het werkelijke Ikaria, dat pas een eeuw later onder communistisch bestuur zou komen.